# DAA-122
DAA-122 – niezrealizowany projekt samolotu pasażerskiego będącego przedłużoną wersją maszyny DAA-92. Samolot miał zostać wybudowany przez specjalnie do tego celu powołane konsorcjum, które tworzyły niemiecki koncern Deutsche Aerospace AG (DASA), włoski Alenia SpA i francuski Aérospatiale.

## Historia
W marcu 1991 roku firmy Deutsche Aerospace AG, Alenia SpA i Aérospatiale podpisały list intencyjny w sprawie wspólnej produkcji samolotu komunikacji lokalnej o pojemności do 130 miejsc. Według zawartego w liście porozumienia, udział koncernu z Niemiec w rozwoju konstrukcji i jej przyszłej produkcji miał wynosić 50%, a pozostałych udziałowców po 25%. Siedzibą założonej spółki DAA miały być Niemcy. Inna spółka, z tymi samymi udziałowcami co DAA, miała zajmować się sprzedażą samolotu i jego techniczną obsługą. Jej siedzibą miała być Francja, a poszczególni przedstawiciele mieli mieć po 33% udziałów. Planowano budowę dwóch maszyn, mniejszej DAA-92 i jej wydłużonej wersji, zabierającej więcej pasażerów na pokład, DAA-122. Duża unifikacja obydwu konstrukcji miała na celu zmniejszenie kosztów całego programu oraz poszerzenie oferty dla potencjalnych odbiorców. Projekt miał stanowić alternatywę dla maszyn typu Boeing 737-500, Fokker 100, McDonnell Douglas MD-87 i Airbus A320. Rozpoczęcie realizacji całego przedsięwzięcia planowano na grudzień 1992 roku, pierwszy start prototypu latem 1995 roku, a rozpoczęcie dostaw w drugiej połowie 1996 roku. Niestety, ambitne plany pozostały jedynie na papierze. Pomimo zmniejszenia kosztów poprzez równoległe projektowanie obydwu maszyn DAA-92 i DAA-122, środki finansowe, jakie należało przeznaczyć na realizacje całego przedsięwzięcia, okazały się za duże jak na możliwości firm biorących udział w projekcie. Wobec bardzo mocnej pozycji na rynku amerykańskich Boeingów 737 i rosnącemu udziałowi w sprzedaży Airbusa, dalsze prace nad projektem maszyn stanowiących potencjalną konkurencję dla europejskiego produktu przestały mieć sens.